# 블루 고스트 미션 1
블루 고스트 미션 1(Blue Ghost Mission 1)은 파이어플라이 에어로스페이스가 수행한 로봇 달 착륙 임무로, 2025년 1월 15일에 발사되어 2025년 3월 2일 08:34 UTC에 달에 착륙했다. 파이어플라이 에어로스페이스는 이를 통해 달에 우주선을 소프트 랜딩한 최초의 상업 회사가 되었다. NASA의 상업용 달 탑재물 서비스 프로그램의 일환으로 이 임무는 광범위한 아르테미스 계획에 따라 달에 대한 미래의 인간 탐사를 지원하기 위해 10개의 과학적 조사와 기술 시연을 제공했다.
블루 고스트 달 착륙선은 하쿠토-R 미션 2(Hakuto-R Mission 2) 착륙선도 탑재한 스페이스X 팰컨 9 블록 5 로켓에 실려 케네디 우주 센터에서 발사되었다. 이 로켓은 폭 500km(310마일)의 달 분지인 위난의 바다에 94kg(207lb)의 탑재물을 전달했다. 계획된 60일 임무는 달의 레골리스를 분석하고, 지구물리적 특성을 연구하고, 태양풍과 지구 자기장 간의 상호 작용을 조사하는 것을 목표로 한다. 착륙선의 과학적 탑재물에는 레골리스 부착 특성화 장치, 정밀 거리 측정을 위한 달 역반사경, 방사선 내성 컴퓨터, 열 탐사 프로브 등이 포함된다.

## 같이 보기
- 찬드라얀 3호
- 루나 25호